# Brassac, Ariège
Brassac är en kommun i departementet Ariège i regionen Occitanien i södra Frankrike. Kommunen ligger  i kantonen Foix-Rural som ligger i arrondissementet Foix. År 2022 hade Brassac 621 invånare.

## Befolkningsutveckling
Antalet invånare i kommunen Brassac
Referens: INSEE